# Östadkulle
Östadkulle – miejscowość (tätort) w Szwecji, w regionie administracyjnym (län) Västra Götaland, w gminie Vårgårda.
Według danych Szwedzkiego Urzędu Statystycznego liczba ludności wyniosła: 401 (31 grudnia 2015), 415 (31 grudnia 2018) i 412 (31 grudnia 2019).